# 1839 Ragazza
1839 Ragazza (1971 UF) là một tiểu hành tinh vành đai chính được phát hiện ngày 20 tháng 10 năm 1971 bởi P. Wild ở Zimmerwald.